# HD 168746 b
HD 168746 b é um planeta extrassolar orbitando a estrela HD 168746. Sua massa mínima equivale a um quarto da de Júpiter, o que torna o planeta um provável gigante gasoso. O planeta se encontra numa órbita muito próxima à sua estrela, denominada "órbita de tocha" completando uma revolução em apenas seis dias e meio.